# 9924 Corrigan

9924 Corrigan

9924 Corrigan eller 1981 EM24 är en asteroid i huvudbältet som upptäcktes den 2 mars 1981 av den amerikanska astronomen Schelte J. Bus vid Siding Spring-observatoriet. Den är uppkallad efter Catherine Corrigan.
Den tillhör asteroidgruppen Agnia.